# Janseides subhyalina
Janseides subhyalina är en fjärilsart som beskrevs av Antonius Johannes Theodorus Janse 1917. Janseides subhyalina ingår i släktet Janseides och familjen säckspinnare. Inga underarter finns listade i Catalogue of Life.